# Chrysopelea taprobanica
Chrysopelea taprobanica är en ormart som beskrevs av Smith 1943. Chrysopelea taprobanica ingår i släktet flygormar, och familjen snokar.
Artens utbredningsområde är Sri Lanka och sydöstra Indien. Inga underarter finns listade i Catalogue of Life.